# Rudolf Storck
Rudolf Storck (* 11. Januar 1884 in Winnweiler; † 11. Juli 1961 in Bayreuth) war ein deutscher Verwaltungsjurist und Landrat.

## Leben
Rudolf Storck absolvierte ein Studium der Rechtswissenschaften an der Humboldt-Universität zu Berlin und der Ludwig-Maximilians-Universität München, legte die erste juristische Staatsprüfung ab und begann den dreijährigen Vorbereitungsdienst (Referendariat) in Kaiserslautern beim Amts- und Landgericht sowie dem Bezirksamt Kaiserslautern. 1909 folgte in Landshut das Große juristische Staatsexamen. Storck wurde Akzessist in der Kammer für Finanzen bei der Regierung der Pfalz. 1910 wurde er zur Geschäftsaushilfe zum Bezirksamt Kaiserslautern bestellt und im Jahr darauf in der Kammer des Innern bei der Regierung der Pfalz beschäftigt. 1917 zum Assessor im Landkreis Bayreuth ernannt, wurde er dort im Jahre 1920 Bezirksamtmann und leitete das Bezirksamt bis zum 31. Oktober 1924 als Amtsverweser. Zum 1. Juni 1927 wurde ihm Titel und Rang eines Regierungsrats verliehen. Am 1. September 1934 wurde er als Bezirksamtsvorstand (ab 1939 Landrat) mit der Leitung des Bezirksamtes Stadtsteinach (ab 1939 Landkreis Stadtsdteinach) beauftragt.  Zum 1. Mai 1935 trat er in die NSDAP (Mitgliedsnummer 3.668.054) ein. Zum 1. Dezember 1939 erhielt er die Abordnung zur Regierung von Ober- und Mittelfranken, wo er bis zu seiner Amtsenthebung im Mai 1945 blieb. Im Entnazifizierungsverfahren stufte die Spruchkammer Stadtsteinach ihn als Mitläufer ein. So wurde er am 1. August 1948 wieder in den Dienst eingestellt, bei gleichzeitiger Versetzung in den Ruhestand.